# McMorran Arena
La McMorran Arena è uno stadio del ghiaccio di Port Huron realizzato tra il 1958 ed il 1960 su progetto di Alden B. Dow. 

## Uso

### Hockey su ghiaccio
Dal 2015 ospita gli incontri dei Port Huron Prowlers, squadra della Federal Hockey League.
In passato è stato lo stadio delle diverse squadre di hockey su ghiaccio di Port Huron che si sono succedute nel corso degli anni: Port Huron Flags (1962-1981 in International Hockey League), Port Huron Clippers (1987-1988 in All-American Hockey League), Port Huron Border Cats (1996-2002 in United Hockey League), Port Huron Beacons (2002-2005 in United Hockey League), Port Huron Flags (2005-2007 in United Hockey League), Port Huron Icehawks (2007-2010 in International Hockey League) e Port Huron Fighting Falcons (2010-2014 nella lega giovanile North American Hockey League).

### Indoor football
La McMorran Arena ha ospitato anche squadre di football a 8: è stato il campo di casa di Port Huron Pirates (2006-2007), Port Huron Predators (2011) e Port Huron Patriots (2012-2014), tutte militanti nella Continental Indoor Football League.

## McMorran Place
La McMorran Arena, assieme al vicino padiglione espositivo da 2300 m² ed al vicino teatro da 1157 posti compongono il McMorran Place.